# Acosmerycoides leucocraspis
Acosmerycoides leucocraspis är en fjärilsart som beskrevs av George Francis Hampson 1910. Acosmerycoides leucocraspis ingår i släktet Acosmerycoides och familjen svärmare. Inga underarter finns listade i Catalogue of Life.